# Slag bij Samarra

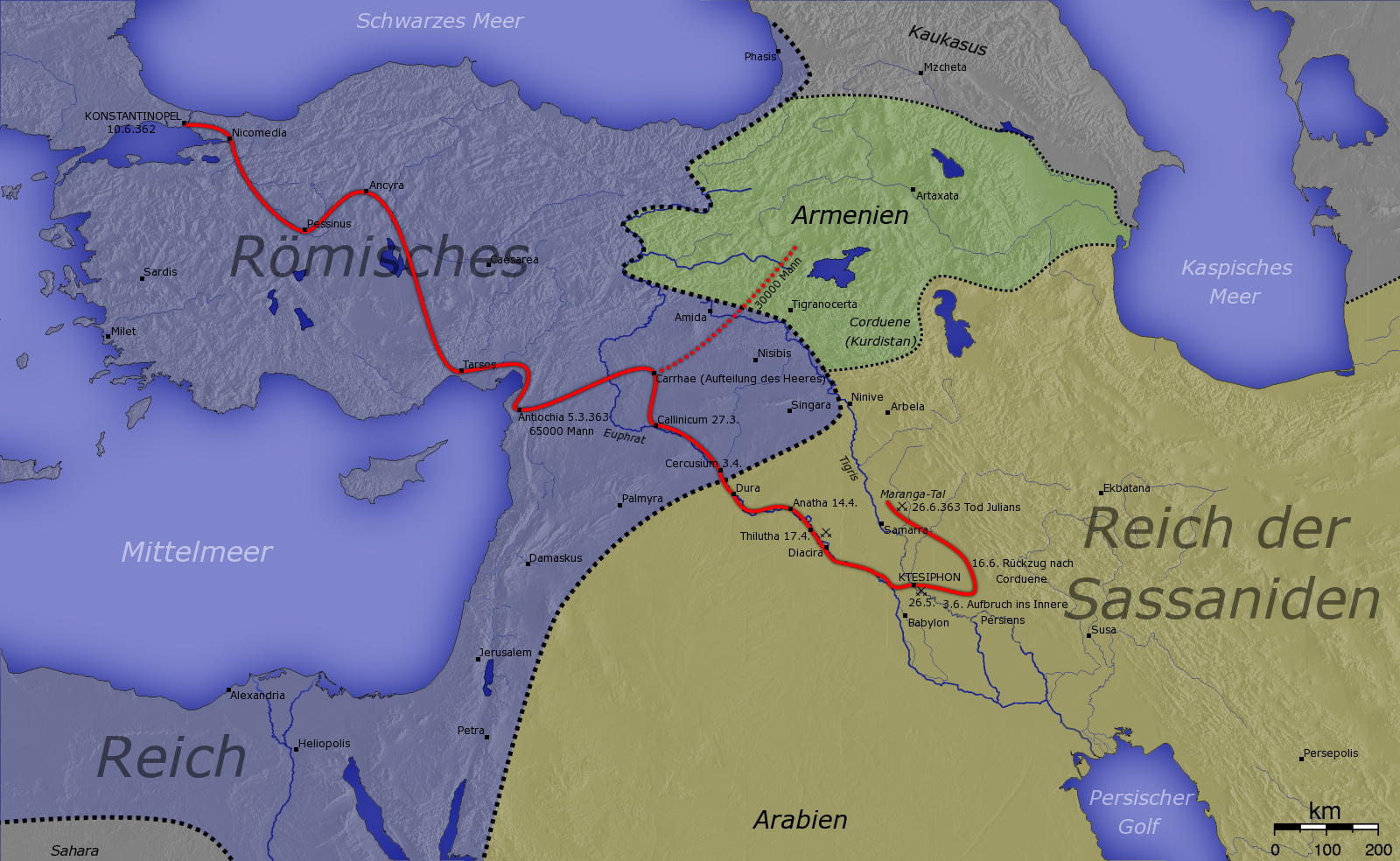
Kaart met daarop het verloop van de veldtocht van keizer Julianus tegen het Perzische Rijk.

De Slag bij Samarra vond plaats in juni 363, na de invasie van de Romeinse keizer Julianus in het Sassanidenrijk. De slag eindigde onbeslist, maar Julianus werd dodelijk gewond tijdens het gevecht. De Romeinen, die zich diep in het Perzische Rijk bevonden en bijna geen voorraden meer hadden, werden gedwongen om de vredesvoorwaarden te accepteren.

## Achtergrond
Julianus viel het Sassanidenrijk binnen met een leger van 95 000 man, hopend om door een overwinning de balans in het oosten te veranderen. De Romeinen hadden kort daarvoor nederlagen geleden onder Constantius II. Verder wilden de Romeinen Sjapoer II misschien vervangen door zijn broer Ormisdas. Volgens een moderne historicus beging Julianus twee blunders bij het begin van de invasie. Hij splitste zijn leger in twee: een van 30 000 man onder zijn neef Procopius, om naar het noorden van Mesopotamië te gaan, en een van 65 000 man onder zijn eigen leiderschap. Zijn tweede blunder was om het Sassanidische hoofdleger niet te verslaan voor hij de hoofdstad aanviel, wat uiteindelijk zou leiden tot de mislukking van de expeditie. Julianus behaalde eerst de overwinning bij de muren van Ctesiphon, maar hij kon hiervan niet profiteren om de stad in te nemen. Verder mislukte Procopius in zijn missie om zich aan te sluiten bij het leger door het verraad van Arshak II, de christelijke koning van Armenië. Daarom stak Julianus de riviervloot in brand die hij tot aan Ctesiphon had meegebracht. Ook kon een groot deel van de bagage niet gedragen worden, waardoor er slechts voldoende voorraden waren voor drie weken. Daarna ging Julianus verder met de mars richting het Perzische binnenland, hopend om een slag te forceren. Verschillende van de christelijke schrijvers die de gebeurtenissen opschreven, net als de historicus Ammianus Marcellinus, gaven deze beslissing de schuld voor de daaropvolgende rampen.
David S. Potter zegt dat het feit dat Julianus een zeer riskante veldtocht ondernam en dat de belegeringswerktuigen die hij meenam niet sterk genoeg waren, zijn belangrijkste fouten waren. Daarom moest hij zich terugtrekken nadat hij zich had gerealiseerd dat Ctesiphon te goed verdedigd was om door een aanval ingenomen te worden, terwijl zijn voorraden opraakten. Volgens Gibbon waren de voorraden die meegebracht waren door de riviervloot sowieso al niet toereikend, en Julianus had volgens hem verwacht dat de provincies van Perzië vruchtbaarder zouden zijn zodat ze zijn leger van voldoende voedsel konden voorzien. Sjapoer paste echter de tactiek van de verschroeide aarde toe overal waar de Romeinen zouden marcheren, waardoor het leger al snel bijna geen eten meer had. Julianus, die zich realiseerde dat zijn leger noch opnieuw bevoorraad, noch versterkt kon worden, probeerde een veldslag te forceren met zijn vijand, maar Sjapoer ontweek hem, en de verraderlijke gidsen van de Romeinse keizer stuurden hem naar de verkeerde plaatsen.
Daarom werd dus met tegenzin de beslissing genomen om de terugtocht te beginnen richting Corduene in het noorden, waar Julianus hoopte om voldoende voorraden te vinden. Na enkele dagen gemarcheerd te hebben door het vijandige land, en ondanks de Perzen te verslaan in de schermutselingen en hen zware verliezen toe te brengen tijdens de Slag bij Maranga, had het gedemoraliseerde leger nu bijna helemaal geen voorraden meer en was het uitgeput door de hitte en de voortdurende strijd.

## De slag
Na drie dagen zonder gevechten werd het Romeinse leger aangevallen tijdens zijn voorzichtige mars in verschillende carrés door het hellende land ten zuiden van het dorp Samarra. De slag begon als een schermutseling bij de achterhoede van de Romeinse colonne. Een groot aantal cavalerie en krijgsolifanten viel daarna het centrum van de Romeinse linkerflank, die onder leiding van Anatolius stond, aan. Volgens Ammianus' verslag haastte Julianus zich om zijn troepen aan te moedigen tegen de Perzen, zonder zelfs zijn harnas te dragen, want dat had hij afgedaan door de hitte. Hij kon het moreel van zijn troepen herstellen en de hoofdmacht van de vijand terugdrijven, maar zijn lijfwacht raakte verspreid tijdens de gevechten en Julianus werd bij zijn zij doorboord door een speer, die zijn lever raakte. De speer was waarschijnlijk geworpen door een Saraceense (Lakhmidische) hulpsoldaat in dienst van de Perzen, zoals zijn dokter Oribasius concludeerde. De dodelijk gewonde keizer werd van zijn paard geworpen en van het slagveld gedragen. Het gevecht eindigde onbeslist toen het invallen van de nacht een punt zette achter de Slag bij Samarra. De linkerflank van het Romeinse leger was verslagen, en Anatolius was gesneuveld. Maar ergens anders waren de Perzen op de vlucht gedreven, hun olifanten en enorme aantallen cavalerie vernietigd, en hun meest adellijke generaals gesneuveld. Volgens sommigen zouden de Romeinen de overwinnaars van de Slag bij Samarra genoemd moeten worden. Julianus stierf aan zijn verwonding in zijn tent op middernacht. Daarna verzamelden zijn officieren zich rond zijn lichaam.
Er wordt vermeld dat hij al stervende nog gezegd zou zeggen: "Νενίκηκάς με, Γαλιλαῖε" ("Je hebt me overwonnen, Galileër"), waarmee hij waarschijnlijk bekende dat met zijn dood het christendom de staatsgodsdienst van het Romeinse Rijk zou worden. Dit komt eigenlijk uit het verslag van Theoderetus (Kerkelijke Geschiedenis, boek III, hoofdstuk 20. ca. 429 n.Chr.). Er is geen eerdere vermelding over deze uitspraak, zelfs niet bij de schrijvers die zich het meest vijandig uitten tegenover Julianus en zijn beleid.
Libanius zegt in zijn Redevoeringen, die het leven en de daden van de laatste rechtmatige heidense Romeinse keizer beslaan, eerst dat Julianus vermoord werd door een christelijke Romeinse soldaat, maar vermeldt later dat hij vermoord werd door een Saraceen of Perzische soldaat. Ammianus Marcellinus, Julianus' belangrijkste biograaf en hoog ingeschatte en gevierde historicus van 354-378 twijfelt er ook over of een christen betrokken was bij de dood van Julianus, en zegt dus, net als Libanius, dat een onbekende Pers de moord pleegde.

## Nasleep
Julianus had bij zijn dood nog geen opvolger aangeduid, en de bevelhebbers besloten bij zonsopkomst een verkiezing te houden. De titel werd geschonken aan Jovianus, een losbandige maar vriendelijke commandant van Julianus' keizerlijke lijfwacht (protectores domestici). Hij hernam onmiddellijk de terugtocht langs de oostelijke oever van de Tigris, telkens opnieuw aangevallen door de Perzen. Hij leed zware verliezen bij volgende gevechten na Samarra en het kamp bij Carhe, waar de Perzen, die weer moed gekregen hadden door de dood van Julianus, slechts nauwelijks tegengehouden konden worden. Na nog vier dagen van gevechten kwam het gedemoraliseerde leger eindelijk aan bij Dura, waar ze een brug probeerden te bouwen over de rivier, maar hierin niet slaagden en langs alle kanten omsingeld werden door het Perzische leger. Jovianus zag nu dat de situatie wanhopig was. Onverwachts kwamen de gezanten van Sjapoer aan bij zijn kamp om een vredesverdrag voor te stellen en zijn leger en hemzelf te redden van de volledige vernietiging. Het verdrag met Sjapoer, dat de voordelen teniet deed, die Diocletianus in de wacht had kunnen slepen bij Sjapoers grootvader Narseh, gaf het oosten van Mesopotamië over aan de Perzen. Ook werden er vijftien forten overgegeven, waaronder de strategische steden Nisibis en Singara, weliswaar zonder de bevolking. Er werd een dertigjarig vredesverdrag gesloten tussen de twee rijken. Het verlies van de uitgebreide keten fortificaties, gesticht door Diocletianus, verzwakte de verdediging van het rijk in het oosten zeer. Daardoor waren de Perzen in het voordeel in de daaropvolgende confrontaties met de Romeinen.